# Phyllonorycter floridae
Phyllonorycter floridae is een vlinder uit de familie van de mineermotten (Gracillariidae). De wetenschappelijke naam van de soort werd voor het eerst geldig gepubliceerd in 2012 door Lastuvka & Lastuvka.